# Rhythm Nation
Rhythm Nation（リズム・ネイション）は、日本のレコード会社・エイベックスのレーベルrhythm zoneが冬に開催するインドアライブである。2006年から開催。略称はRN。

## 概要
エイベックスのイベントをより本格的に発展させたものである。毎年7月から8月下旬にかけて全国各地の野外会場で行われるa-nationとは異なり、Rhythm Nationでは、12月中旬に土曜日と日曜日の2日間の日程で行われている。会場は国立代々木競技場第一体育館である。
rhythm zoneアーティストが出演アーティストとして名を連ねているが、ゲスト出演しているアーティストも多い。また、デビュー前のアーティストが毎年出演しており、2006年には高杉さと美が、2007年にはtwenty4-7、BRIGHTと新生J Soul Brothersが出演した。
2006年に関しては、TBSチャンネルにて2006年12月28日（土）22：00～24：30の時間帯で放送された。また、RZTVにてライブ映像の一部が視聴できた。
2007年はauがスポンサーを担当した。

## Rhythm Nation 2006

### 12月16日
出演アーティスト
- EXILE
- エイジアエンジニア
- 東方神起
- RAM RIDER
- 和田昌哉
- ARIA
- COLOR
- NEVER LAND
- ネスミス
- 高杉さと美
- Remark Spirits

ゲストアーティスト
- SOUL'd OUT
- HALCALI
- スチャダラパー
- BoA

MC
- 宮川大輔
- Chigusa

### 12月17日
出演アーティスト
- LISA
- 倖田來未
- SOFFet
- Ryohei
- 東方神起
- 天上智喜
- MICRON' STUFF
- The Phanky OKstra
- FONK
- BRIGHT
- Natural Radio Station

ゲストアーティスト
- DOUBLE
- KREVA
- HOME MADE 家族
- アクセント

MC
- 宮川大輔
- Chigusa

## Rhythm Nation 2007 meets au by KDDI

### 12月16日
出演アーティスト
- EXILE
- ARIA
- Ryohei
- SOFFet
- 高杉さと美
- Rickie-G
- J Soul Brothers
- twenty4-7
- BRIGHT

ゲストアーティスト
- DOUBLE
- SOUL'd OUT
- LITTLE
- マボロシ

### 12月17日
出演アーティスト
- 倖田來未
- LISA
- エイジアエンジニア
- 天上智喜
- MICRON' STUFF
- COLOR
- Remark Spirits

ゲストアーティスト
- BoA
- SEAMO
- 加藤ミリヤ
- ET-KING
- RIKI

## 関連商品

### DVD
- タイトル：Rhythm Nation 2006 -The biggest indoor music festival-
アーティスト：V.A.
発売日：2007年7月11日
品番：RZBD-45593～4
税込価格：¥4,800
- タイトル：Rhythm Nation 2007 -The biggest indoor music festival-
アーティスト：V.A.
発売日：2008年4月2日
品番：RZBD-45850
税込価格：¥4,800

### コンピレーションCD
- Rhythm Nation presents TOP HITS 07-08
発売日：12月5日（水）
16曲入り
CDのみ¥1890-（税込み）RZCD-45748